# 吉田拓郎 & かぐや姫 Concert in つま恋 2006
『吉田拓郎 & かぐや姫 Concert in つま恋 2006』(よしだたくろうアンドかぐやひめ コンサート・イン・つまごい・2006)とは、吉田拓郎とかぐや姫が2006年（平成18年）9月23日に行った静岡県掛川市・つま恋多目的広場での野外ライブコンサート。

## 概要
2006年9月23日、吉田拓郎とかぐや姫は『吉田拓郎・かぐや姫 コンサート インつま恋』から31年ぶりにつま恋でコンサート『吉田拓郎＆かぐや姫 Concert in つま恋 2006』を開催した。
コンサートは午後1時過ぎから、拓郎とかぐや姫が一緒に歌う「旧友再会・フォーエバーヤング」に始まり5部構成で午後9時30分過ぎまで続くという大イベントであった。
構成は1、3、5部が拓郎のステージで、3部ではかまやつひろし、5部では中島みゆきと共演。2、4部がかぐや姫のステージで、4部では石川鷹彦と共演した。主催者発表の入場者数は3万5千人だった。
このコンサートはこの年を象徴する出来事として、一般新聞の一面でもとりあげられるほどの社会的関心を呼んだ。それは音楽という範囲にとどまらず、昨今の「団塊の世代」を中心としたシニア層の動きを代表する実例ともいわれた。
NHKがコンサートの生中継を行い、NHKBSハイビジョンにて放送されたが、途中2時間の大相撲中継が入ったために拓郎の第2部（全体の第3部）は放送されなかった。
これらの放送から拓郎はNHK紅白歌合戦に2度目の出場濃厚との報道も流れたが、出場を辞退し、異例のコメントを発表した。

## セットリスト

### 第1部　吉田拓郎BAND
1. 旧友再会フォーエバーヤング（吉田拓郎 with かぐや姫）
2. ペニーレインでバーボン
3. 海を泳ぐ男
4. ひらひら
5. 淋しき街
6. 消えてゆくもの
7. ともだち
8. 知識
9. 生きていなけりゃ
10. イメージの詩

### 第2部　かぐや姫 with SEO BAND
1. 妹
2. 遙かなる想い
3. 黄色い船
4. アビーロードの街
5. 人生は流行ステップ
6. 夏この頃
7. 好きだった人
8. 加茂の流れに
9. 置手紙
10. けれど生きている
11. 湘南夏
12. こもれ陽
13. ペテン師
14. センセーショナルバンド
15. マキシーのために
16. なごり雪
17. おまえが大きくなった時

### 第3部　吉田拓郎 with SEO BAND
1. とんとご無沙汰
2. 全部だきしめて
3. 野の仏
4. 唇をかみしめて
5. 友あり
6. いくつになってもhappy birthday
7. シンシア（with ムッシュかまやつ）
8. 我が良き友よ（with ムッシュかまやつ）
9. ファイト!

### 第4部　かぐや姫
1. 僕の胸でおやすみ
2. 赤ちょうちん
3. おはようおやすみ日曜日
4. そんな人ちがい
5. 今はちがう季節
6. きっぷ
7. じんじろ橋
8. 遠い街
9. 眼をとじて
10. うちのお父さん
11. ひとりきり（with 佐藤 準）
12. 22才の別れ（with 石川鷹彦）
13. 雪が降る日に（with 石川鷹彦）
14. あの人の手紙（with 石川鷹彦）
15. おもかげ色の空（with 石川鷹彦）

### 第5部　吉田拓郎 with SEO BAND
1. あゝ青春
2. 虹の魚
3. この指とまれ
4. ビートルズが教えてくれた
5. 言葉
6. サマータイムブルースが聞こえる
7. 人生を語らず
8. 永遠の嘘をついてくれ（with 中島みゆき）
9. 外は白い雪の夜
10. 僕たちはそうやって生きてきた
11. 冷たい雨が降っている
12. 春だったね
13. 落陽
14. a day
15. 今日までそして明日から

### アンコール
1. 神田川（かぐや姫 with 石川鷹彦）
2. 聖なる場所に祝福を（吉田拓郎 with SEO BAND）

## 参加ミュージシャン
吉田拓郎
かぐや姫
- 南こうせつ
- 伊勢正三
- 山田パンダ

スペシャルゲスト
- ムッシュかまやつ
- 石川鷹彦
- 中島みゆき

バックバンド
- 瀬尾一三
- 島村英二
- 富倉安生
- 土方隆行
- 古川望
- エルトン永田
- 佐藤準
- 若子内悦郎
- 宮下文一
- 坪倉唯子
- 比山貴咏史
- 中村哲
- 清岡太郎
- 西村浩二
- 鈴木正則
- 伊能修
- 高橋洋子
- 丸山美里
- 武藤宏樹
- 氏川恵美子
- 牛山玲名
- 岩永知樹
- 友納真緒

## 関連作品
- ライブDVD『Forever Young Concert in つま恋』(吉田拓郎・かぐや姫)